# フェデリコ・デリ・エスポスティ
フェデリコ・デリ・エスポスティ（イタリア語: Federico Degli Esposti, 1980年6月2日 - ）は、イタリア出身の男性アーティステックローラースケート及びフィギュアスケート選手（ペア）。パートナーはマリカ・ザンフォルリン。

## 経歴
4歳の頃にローラースケートを始め、アーティスティックローラースケート（ローラースケートフィギュア）の選手として活躍。マリカ・ザンフォルリンとペアを組み1999年の世界アーティステック選手権大会で4位に入ったのを皮切りに、2003年から2006年まで優勝を重ねた。この間、2005年のワールドゲームズでも優勝した。
2007年から2010年まで、パートナーのザンフォルリンとともにアイススケートに挑戦、最初のシーズンのイタリアフィギュアスケート選手権で2位。ヨーロッパフィギュアスケート選手権でも10位と好成績を残した。
2009年には翌2010年に開催されるバンクーバーオリンピックの出場枠4がかかったネーベルホルン杯にイタリア代表として出場、枠を争う国々の代表の中で4位に入り、イタリア選手のオリンピック出場を勝ち取ったが、同シーズンのイタリアフィギュアスケート選手権では3位に止まり自分たちのオリンピック出場はならなかった。

## 主な戦績

### フィギュアスケート
| 大会/年          | 2007-08 | 2008-09 | 2009-10 |
| ---------------- | ------- | ------- | ------- |
| 欧州選手権       | 10      | 13      |         |
| イタリア選手権   | 2       | 2       | 3       |
| ネーベルホルン杯 |         |         | 11      |
| ニース杯         |         | 4       | 6       |
| ゴールデンスピン |         | 5       |         |

#### 詳細
| 2009-2010 シーズン    |                                              |          |          |           |
| 開催日                | 大会名                                       | SP       | FS       | 結果      |
| 2009年12月19日 - 20日 | イタリアフィギュアスケート選手権（ブレシア） | 3 54.58  | 3 97.78  | 3 152.36  |
| 2009年11月6日 - 7日   | 2009年ニース杯（ニース）                     | 6 39.00  | 6 71.34  | 6 110.34  |
| 2009年9月24日 - 25日  | 2009年ネーベルホルン杯（オーベルストドルフ） | 10 46.46 | 13 74.00 | 11 120.46 |

| 2008-2009 シーズン    |                                                        |          |          |           |
| 開催日                | 大会名                                                 | SP       | FS       | 結果      |
| 2009年1月20日 - 25日  | 2009年ヨーロッパフィギュアスケート選手権（ヘルシンキ） | 15 41.42 | 12 77.10 | 13 118.52 |
| 2008年12月18日 - 21日 | イタリアフィギュアスケート選手権（トリノ）             | 3 46.03  | 1 78.14  | 2 124.17  |
| 2008年11月15日 - 16日 | 2008年ゴールデンスピン（ザグレブ）                     | 5 38.16  | 5 68.24  | 5 106.40  |
| 2008年10月16日 - 19日 | 2008年ニース杯（ニース）                               | 7 33.90  | 4 72.89  | 4 106.79  |

| 2007-2008 シーズン    |                                                      |          |         |           |
| 開催日                | 大会名                                               | SP       | FS      | 結果      |
| 2008年1月21日 - 27日  | 2008年ヨーロッパフィギュアスケート選手権（ザグレブ） | 10 40.08 | 9 72.03 | 10 112.11 |
| 2007年12月20日 - 23日 | イタリアフィギュアスケート選手権（ミラノ）           | 2 30.39  | 2 67.64 | 2 98.03   |

### ローラースケートフィギュア
| 大会/年          | 1999 | 2000 | 2001 | 2002 | 2003 | 2004 | 2005 | 2006 |
| ---------------- | ---- | ---- | ---- | ---- | ---- | ---- | ---- | ---- |
| ワールドゲームズ |      |      |      |      |      |      | 1    |      |
| 世界選手権       | 4    |      | 2    | 2    | 1    | 1    | 1    | 1    |
| 欧州選手権       |      | 1    |      |      |      |      |      |      |
| イタリア選手権   |      |      |      | 2    | 2    | 1    | 1    | 1    |